# 野澤享司
野澤 享司（のざわ きょうじ、1950年12月23日 - ）は、日本のシンガーソングライター、ギタリスト。栃木県宇都宮市出身。フォークソングを会員制レコードクラブという形式で発売することで評判を得たURCや、フォーライフ・レコードからアルバムを出したことがある。
現在もインディーズレーベル「ホイホイレコード (Hoy-Hoy Records) 」で活動中である。

## 経歴
1971年3月、宇都宮市で行われた五つの赤い風船コンサートに地元のアマチュア代表として出演、その際に同日の出演者であった斉藤哲夫と知り合う。
同年8月に斉藤の紹介で、岐阜県で開催された中津川フォークジャンボリーに出演、ボーカル、ギター、ハーモニカ、トイピアノの同時演奏を行う。
同年、斉藤哲夫、あがた森魚、はちみつぱいら、東京を活動拠点とする音楽集団「サアカス」に加わり活動。また同じ頃、同じく宇都宮市出身で栃木県立宇都宮東高等学校の同級生だったかしぶち哲郎を鈴木慶一らに紹介し、かしぶちははちみつぱいに加入した（実質上の後継バンドであるムーンライダーズにも結成当初から参加）。
1972年6月発売の斉藤哲夫『君は英雄なんかじゃない』のレコーディングにギタリストとして参加。同年9月、アルバム『白昼夢』でURCレコードよりデビュー（斉藤哲夫、かしぶち哲郎、渡辺勝などが参加）した。
1970年代中盤、小室等のギターサポートを務めた縁で、1977年5月にフォーライフ・レコードからセカンド・アルバム『Kyoji-Trabelin'』をリリース。アルバムは小室がプロデュースを務め、レコーディングにはムーンライダーズ、矢野顕子、矢野誠、小原礼、谷山浩子などに加え、トム・ウェイツのツアー・バンドのメンバーとして来日中のチップ・ホワイトらがゲスト参加している。フォーライフ・レコードからはアルバムと同時発売のシングルに加え、翌1978年にかけて計3枚のシングルをリリースした。
ヒッピーのような繁茂した髭面がトレードマーク。ソロ活動を中心に、長年の友人関係にある斉藤哲夫、あがた森魚などとの共演も行っている。

## ディスコグラフィー

### シングル
すべてフォーライフ・レコードより発売。
| 発売日    | 規格品番 | 面 | タイトル                      |
| --------- | -------- | -- | ----------------------------- |
| 1977年5月 | FLS-17   | A  | 君が気がかり                  |
| 1977年5月 | FLS-17   | B  | 夢の続きでも                  |
| 1978年1月 | FLS-1018 | A  | 南へ遠く                      |
| 1978年1月 | FLS-1018 | B  | あたりきしゃかりきRock'n Roll |
| 1978年5月 | FLS-1025 | A  | Sail On                       |
| 1978年5月 | FLS-1025 | B  | 陽気な港町                    |

### アルバム
| 発売日        | レーベル                 | 規格              | 規格品番   | アルバム | 備考         |
| ------------- | ------------------------ | ----------------- | ---------- | --- | ------------ |
| 1972年9月     | URCレコード              | LP                | URG-4016   | 白昼夢 Side-A 1. 築地の唄 2. アルバートが唄ってる 3. 街の路地裏 4. 揺籃の振動に身を任せて 5. 遊びませう 6. 愚痴 7. 空中に遊ぶ空想家の夢（笛吹童子のバラード） Side-B 1. 回転木馬の切符切りのおじさん 2. だりだりでぃんどん 3. お菓子屋さんになれたからといって毎日おいしいケーキが食べられるとは限りません 4. 可愛い息子／僕は一体誰でせう 5. 静寂 6. 築地の唄（チェレスタ） |              |
| 1989年9月25日 | キティ・レコード         | CD                | H20K-25032 | 白昼夢 Side-A 1. 築地の唄 2. アルバートが唄ってる 3. 街の路地裏 4. 揺籃の振動に身を任せて 5. 遊びませう 6. 愚痴 7. 空中に遊ぶ空想家の夢（笛吹童子のバラード） Side-B 1. 回転木馬の切符切りのおじさん 2. だりだりでぃんどん 3. お菓子屋さんになれたからといって毎日おいしいケーキが食べられるとは限りません 4. 可愛い息子／僕は一体誰でせう 5. 静寂 6. 築地の唄（チェレスタ） |              |
| 1998年8月26日 | 東芝EMI                  | CD                | TOCT-10390 | 白昼夢 Side-A 1. 築地の唄 2. アルバートが唄ってる 3. 街の路地裏 4. 揺籃の振動に身を任せて 5. 遊びませう 6. 愚痴 7. 空中に遊ぶ空想家の夢（笛吹童子のバラード） Side-B 1. 回転木馬の切符切りのおじさん 2. だりだりでぃんどん 3. お菓子屋さんになれたからといって毎日おいしいケーキが食べられるとは限りません 4. 可愛い息子／僕は一体誰でせう 5. 静寂 6. 築地の唄（チェレスタ） |              |
| 2003年3月5日  | Avex Io                  | CD                | IOCD-40047 | 白昼夢 Side-A 1. 築地の唄 2. アルバートが唄ってる 3. 街の路地裏 4. 揺籃の振動に身を任せて 5. 遊びませう 6. 愚痴 7. 空中に遊ぶ空想家の夢（笛吹童子のバラード） Side-B 1. 回転木馬の切符切りのおじさん 2. だりだりでぃんどん 3. お菓子屋さんになれたからといって毎日おいしいケーキが食べられるとは限りません 4. 可愛い息子／僕は一体誰でせう 5. 静寂 6. 築地の唄（チェレスタ） | CD-Extra仕様 |
| 2017年6月28日 | Green Woods Records      | UHQCD（紙ジャケ） | GRCL-6070  | 白昼夢 Side-A 1. 築地の唄 2. アルバートが唄ってる 3. 街の路地裏 4. 揺籃の振動に身を任せて 5. 遊びませう 6. 愚痴 7. 空中に遊ぶ空想家の夢（笛吹童子のバラード） Side-B 1. 回転木馬の切符切りのおじさん 2. だりだりでぃんどん 3. お菓子屋さんになれたからといって毎日おいしいケーキが食べられるとは限りません 4. 可愛い息子／僕は一体誰でせう 5. 静寂 6. 築地の唄（チェレスタ） |              |
| 1977年5月     | フォーライフ・レコード   | LP                | FLL-5008   | Kyouji Travelin Side-A 1. 君が気がかり 2. 裏町 3. あたりきしゃかりきRock'n Roll（ママもダンスを踊りだす） 4. 酔いどれ男VSギャング猫38回勝負 5. 泣く子も黙るギャング猫 6. ほろ酔い気分で Side-B 1. Musical Railroad Train 2. 夢の続きでも 3. 旅の季節 4. 心安らぐ家を求めて 5. 小舟になろう                                                                                   |              |
| 1999年        | ゴールデンリバーレコード | CD                | GRR-1001   | FENDER BENDER-遥かな海へ 1. 目覚めと喧騒 2. Fender Bender Locomotion 3. 迷走 4. 悲しみはBluesで 5. Whiskey River Blues 6. 大地の鼓動 7. I Walk With My Brother & Sister 8. それでもLucyは空に 9. 君の笑顔は 10. 大河の見る夢 11. 遥かな海へ 12. Whistle Blues |              |
| 2008年4月23日 | 日本コロムビア           | CD                | COCP-34850 | Self Covers Naked’70 1. 口ずさむララバイ 2. アルバート2008 3. 夢の続きでも 4. あたりきしゃかりきRock’n Roll 5. 君が気がかり 6. ホロ酔い気分で 7. 空中に遊ぶ空想家の夢 8. きつい回り道 9. 南へ遠く 10. 揺り籠の振動に身を任せて 11. 陽気な港町へ 12. 心安らぐ家を求めて 13. あの峰を越えて 14. 築地の唄2008                                                                   |              |

#### オムニバス・アルバム
| 発売日         | レーベル           | 規格 | 規格品番      | アルバム                                                                                        |
| -------------- | ------------------ | ---- | ------------- | ----------------------------------------------------------------------------------------------- |
| 1971年10月10日 | キングレコード     | LP   | SKK-712-13    | 自然と文化の72時間 '71中津川フォークジャンボリー・オリジナル実況盤 「僕はいったい誰でせう」収録 |
| 1990年7月21日  | キングレコード     | CD   | KICS-2042-43  | 自然と文化の72時間 '71中津川フォークジャンボリー・オリジナル実況盤 「僕はいったい誰でせう」収録 |
| 1997年9月26日  | キングレコード     | CD   | KICS-8135-36  | 自然と文化の72時間 '71中津川フォークジャンボリー・オリジナル実況盤 「僕はいったい誰でせう」収録 |
| 2004年9月29日  | ベルウッドレコード | CD   | BZCS-9050-01  | 自然と文化の72時間 '71中津川フォークジャンボリー・オリジナル実況盤 「僕はいったい誰でせう」収録 |
| 1989年9月25日  | キティ・レコード   | CD   | H20K-25022    | HISTORY OF JAPANESE FOLK Ⅱ 「即興詩人の唄」収録 - 1971年10月の日本青年館におけるライヴ音源      |
| 1998年8月7日   | 東芝EMI            | CD   | TOCT-10382-83 | 1971フォークジャンボリー VOL.1 「アルバートが唄ってる」収録                                     |
| 2003年12月10日 | avex io            | CD   | IOC1-41018-19 | 1971フォークジャンボリー VOL.1 「アルバートが唄ってる」収録                                     |